# Grensekommissariatet for den norsk-russiske grense

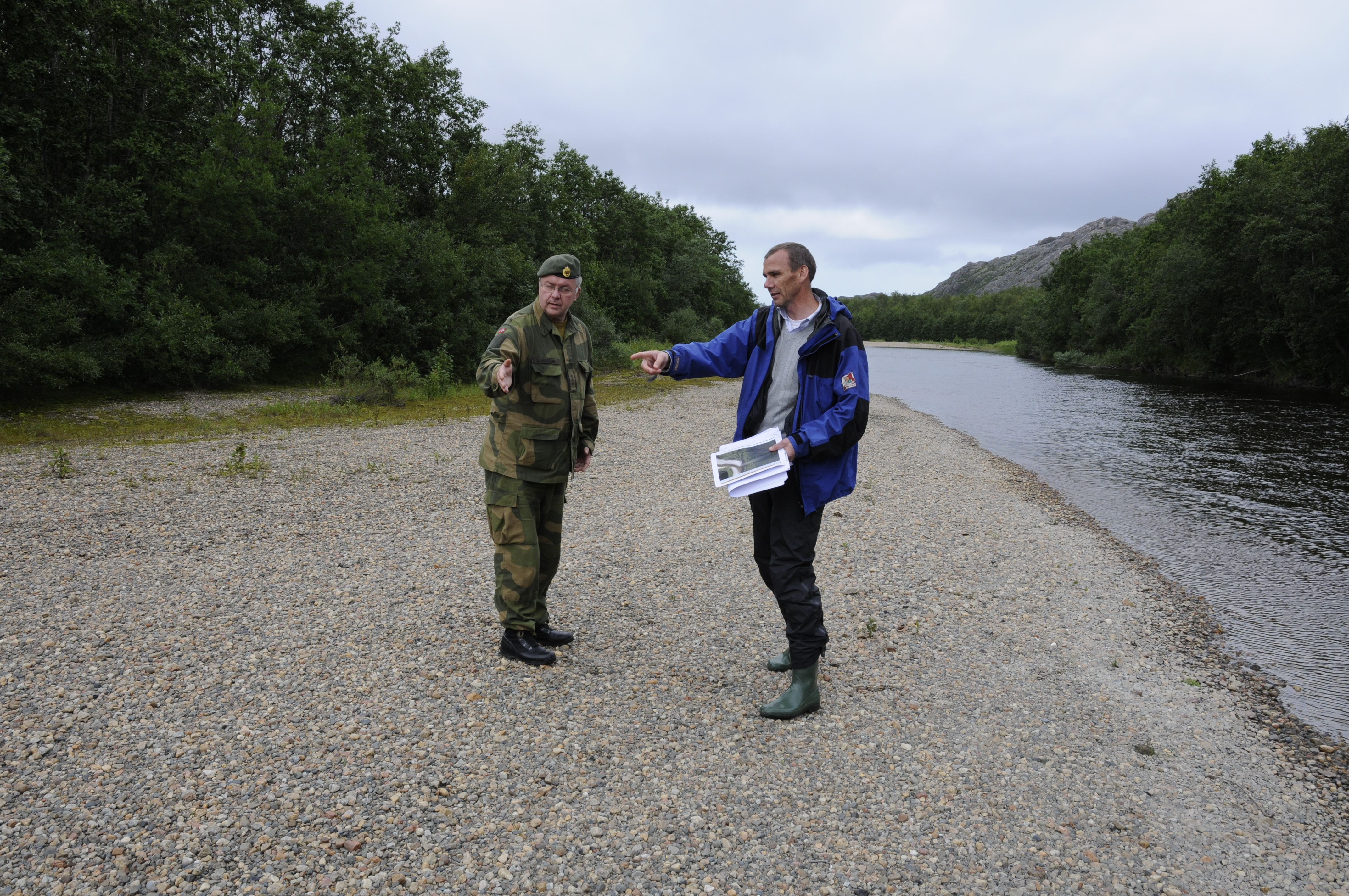
Kontroll av aktuell gränslinje vid Grense Jakobselv 2012. Till vänster grensekommissær Ivar Magne Sakserud

Grensekommissariatet for den norsk-russiske grense är en norsk statlig myndighet som ligger under Justis- og politidepartementet och leds av Politidirektoratet. Myndighetens huvuduppgift är att se till att gränsavtalet från 1949 mellan Norge och Sovjetunionen (idag Ryssland), med tillhörande förordningar, efterlevs.
Grensekommissariatet upprättades 1950 som ett resultat av ”Overenskomst om forskjellige forhold ved den norsk-sovjetiske grense om fremgangsmåten ved ordning av konflikter og hendinger på grensen” med protokoll och bilagor. Överenskommelsen, i dagligt tal Grenseavtalet, har efter 1950 reviderats vid flera tillfällen, men är i stort sett fortfarande som den överenskommelse som undertecknades 1949.
Gresekommissariatet har sitt huvudkontor i Kirkenes. Det leds av en grensekommissær, som hittills rekryterats från försvaret.